# Campionati francesi di sci alpino 2004
I Campionati francesi di sci alpino 2004 si svolsero a Flaine e a Les Carroz dal 18 al 21 marzo. Il programma ha incluso gare di discesa libera, supergigante, slalom gigante, slalom speciale e combinata, sia maschili sia femminili.
Trattandosi di competizioni valide anche ai fini del punteggio FIS, vi parteciparono anche sciatori di altre federazioni, senza che questo consentisse loro di concorrere al titolo nazionale francese.

## Risultati

### Uomini

#### Discesa libera
| Pos. | Atleta                  | Nazione     | Tempo   |
| ---- | ----------------------- | ----------- | ------- |
| 1    | Antoine Dénériaz        | Francia     | 1:17,56 |
| 2    | Finlay Mickel           | Regno Unito | 1:18,28 |
| 3    | Yannick Bertrand        | Francia     | 1:18,47 |
| 4    | Craig Branch            | Australia   | 1:18,53 |
| 5    | Erik Seletto            | Italia      | 1:19,05 |
| 6    | David Poisson           | Francia     | 1:19,15 |
| 7    | Claude Crétier          | Francia     | 1:19,16 |
| 8    | Marc Bottollier-Lasquin | Francia     | 1:19,17 |
| 9    | Johan Clarey            | Francia     | 1:19,27 |
| 10   | Pierre-Emmanuel Dalcin  | Francia     | 1:19,35 |

Data: 18 marzo

#### Supergigante
| Pos. | Atleta                  | Nazione     | Tempo   |
| ---- | ----------------------- | ----------- | ------- |
| 1    | Finlay Mickel           | Regno Unito | 1:26,67 |
| 2    | Antoine Dénériaz        | Francia     | 1:26,99 |
| 3    | Marc Bottollier-Lasquin | Francia     | 1:27,24 |
| 4    | Pierre-Emmanuel Dalcin  | Francia     | 1:27,34 |
| 5    | David Poisson           | Francia     | 1:27,36 |
| 6    | Grégoire Farquet        | Svizzera    | 1:27,60 |
| 7    | Craig Branch            | Australia   | 1:27,79 |
| 8    | Claude Crétier          | Francia     | 1:27,81 |
| 9    | Erik Seletto            | Italia      | 1:27,92 |
| 10   | Yannick Bertrand        | Francia     | 1:28,07 |

Data: 19 marzo

#### Slalom gigante
| Pos. | Atleta                         | Nazione   | Tempo   |
| ---- | ------------------------------ | --------- | ------- |
| 1    | Jean-Pierre Vidal              | Francia   | 2:38,55 |
| 2    | Raphaël Burtin                 | Francia   | 2:38,59 |
| 3    | Jeff Piccard                   | Francia   | 2:38,94 |
| 4    | Freddy Rech                    | Francia   | 2:39,02 |
| 5    | Adrien Théaux                  | Francia   | 2:39,07 |
| 6    | Vincent Millet                 | Francia   | 2:39,16 |
| 7    | Sébastien Pichot               | Francia   | 2:39,41 |
| 8    | David Poisson                  | Francia   | 2:39,64 |
| 9    | Michael Zahnd                  | Svizzera  | 2:39,69 |
| 10   | Cristian Javier Simari Birkner | Argentina | 2:39,71 |

Data: 21 marzo

#### Slalom speciale
| Pos. | Atleta               | Nazione     | Tempo   |
| ---- | -------------------- | ----------- | ------- |
| 1    | Alain Baxter         | Regno Unito | 1:38,07 |
| 2    | Sébastien Amiez      | Francia     | 1:38,64 |
| 3    | Gaëtan Llorach       | Francia     | 1:39,11 |
| 4    | Stéphane Tissot      | Francia     | 1:39,26 |
| 5    | Jean-Baptiste Grange | Francia     | 1:39,62 |
| 6    | Michael Weyermann    | Svizzera    | 1:39,94 |
| 7    | Roger Zweifel        | Svizzera    | 1:41,04 |
| 8    | Kévin Page           | Francia     | 1:41,07 |
| 9    | Richard Gravier      | Francia     | 1:41,11 |
| 10   | Pierre Paquin        | Francia     | 1:41,19 |

Data: 20 marzo

#### Combinata
| Pos. | Atleta          | Nazione |
| ---- | --------------- | ------- |
| 1    | Richard Gravier | Francia |
| 2    | ?               | ?       |
| 3    | ?               | ?       |

### Donne

#### Discesa libera
| Pos. | Atleta                | Nazione | Tempo   |
| ---- | --------------------- | ------- | ------- |
| 1    | Mélanie Suchet        | Francia | 1:21,13 |
| 2    | Carole Montillet      | Francia | 1:21,17 |
| 3    | Magda Mattel          | Francia | 1:21,80 |
| 4    | Marie Aufranc         | Francia | 1:21,94 |
| 4    | Célia Rollet          | Francia | 1:21,94 |
| 6    | Marion Rolland        | Francia | 1:21,97 |
| 7    | Marie Marchand-Arvier | Francia | 1:22,04 |
| 8    | Alexandra Coletti     | Italia  | 1:22,05 |
| 9    | Karine Meilleur       | Francia | 1:22,15 |
| 10   | Anne-Laure Givelet    | Francia | 1:22,22 |

Data: 18 marzo

#### Supergigante
| Pos. | Atleta                | Nazione | Tempo   |
| ---- | --------------------- | ------- | ------- |
| 1    | Ingrid Jacquemod      | Francia | 1:32,08 |
| 2    | Alexandra Coletti     | Italia  | 1:32,34 |
| 3    | Mélanie Suchet        | Francia | 1:32,40 |
| 4    | Carole Montillet      | Francia | 1:33,24 |
| 5    | Magda Mattel          | Francia | 1:33,34 |
| 6    | Marion Rolland        | Francia | 1:33,37 |
| 7    | Chiara Maj            | Italia  | 1:33,53 |
| 8    | Marie Marchand-Arvier | Francia | 1:33,61 |
| 9    | Karine Meilleur       | Francia | 1:33,76 |
| 10   | Célia Rollet          | Francia | 1:33,86 |

Data: 19 marzo

#### Slalom gigante
| Pos. | Atleta                | Nazione | Tempo   |
| ---- | --------------------- | ------- | ------- |
| 1    | Ingrid Jacquemod      | Francia | 2:54,80 |
| 2    | Audrey Peltier        | Francia | 2:56,35 |
| 3    | Julie Duvillard       | Francia | 2:57,23 |
| 4    | Laurence Lazier       | Francia | 2:57,34 |
| 5    | Mélanie Suchet        | Francia | 2:57,43 |
| 6    | Célia Rollet          | Francia | 2:57,52 |
| 7    | Laure Pequegnot       | Francia | 2:57,63 |
| 8    | Estelle Pecherand     | Francia | 2:57,66 |
| 9    | Caroline Pellat-Finet | Francia | 2:58,38 |
| 10   | Christie Lerat        | Francia | 2:58,68 |

Data: 20 marzo

#### Slalom speciale
| Pos. | Atleta                | Nazione     | Tempo   |
| ---- | --------------------- | ----------- | ------- |
| 1    | Laure Pequegnot       | Francia     | 1:25,70 |
| 2    | Vanessa Vidal         | Francia     | 1:26,62 |
| 3    | Joanna Greig          | Regno Unito | 1:27,28 |
| 4    | Florine de Leymarie   | Francia     | 1:27,76 |
| 5    | Raphaëlle Strub       | Francia     | 1:27,87 |
| 6    | Laurence Lazier       | Francia     | 1:28,00 |
| 7    | Audrey Peltier        | Francia     | 1:28,46 |
| 8    | Marie Marchand-Arvier | Francia     | 1:28,80 |
| 9    | Emmanuelle Colomban   | Francia     | 1:29,00 |
| 10   | Jennifer Sauvage      | Francia     | 1:29,04 |

Data: 21 marzo

#### Combinata
| Pos. | Atleta                | Nazione |
| ---- | --------------------- | ------- |
| 1    | Marie Marchand-Arvier | Francia |
| 2    | ?                     | ?       |
| 3    | ?                     | ?       |